# Lonesome Luke Leans to the Literary
Lonesome Luke Leans to the Literary  è un cortometraggio muto del 1916 prodotto e diretto da Hal Roach. Interpretato da Harold Lloyd, il film fa parte della serie di comiche che avevano come protagonista il personaggio di Lonesome Luke.

## Trama
Luke prova a vendere libri ad un uomo d'affari e a sua moglie.

## Produzione
Il film fu prodotto da Hal Roache per la Rolin Films (come Phunphilms).

## Distribuzione
Distribuito dalla Pathé Exchange, il film - un cortometraggio in una bobina - uscì nelle sale cinematografiche USA il 5 gennaio 1916.